# Klonowice
Klonowice – wieś  w Polsce położona w województwie pomorskim, w powiecie chojnickim, w gminie Czersk. 
Mała wieś borowiacka nad rzeką Wdą, na obszarze leśnym Borów Tucholskich, wchodzi w skład sołectwa Wieck. 
Miejscowość znajduje się na turystycznym  szlaku Kamiennych Kręgów, znajduje się tu stacja archeologiczna Uniwersytetu Łódzkiego.
W latach 1975–1998 miejscowość administracyjnie należała do województwa bydgoskiego.